# Krepp (Gewebe)

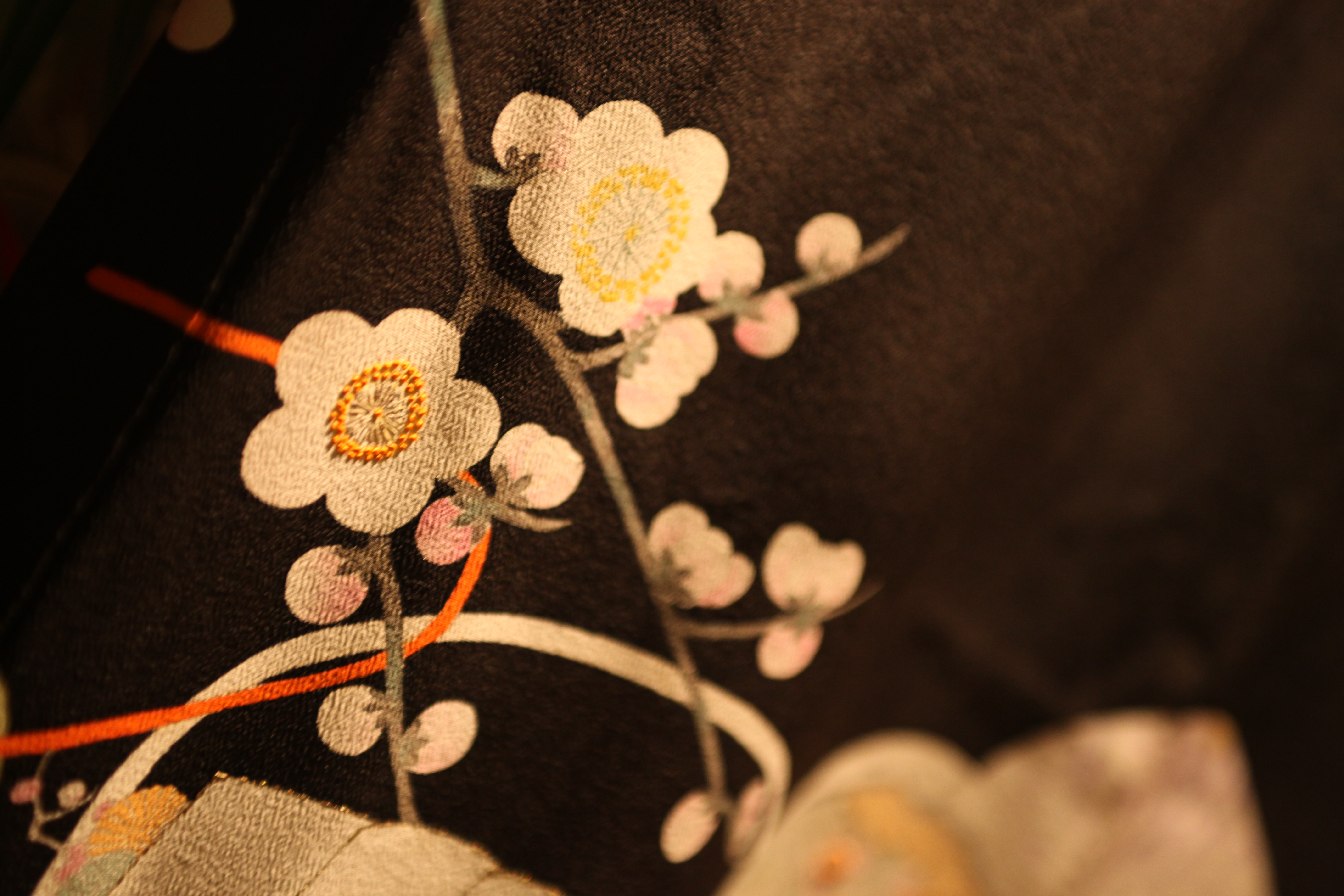
Detailaufnahme eines Kimonos aus schwarzem Seidenkrepp

Krepp (oder Crêpe, von französisch le crêpe, einer Substantivierung von altfranzösisch cresp, von lateinisch crispus „kraus, gekräuselt“) sind Gewebe mit krauser, körniger Oberfläche. Es entsteht durch Verwendung stark überdrehter Garne oder Zwirne (Kreppgarn), die sich beim Waschen und Ausrüsten kringeln, durch unregelmäßiges Verflechten des Fadens beim Weben (Kreppbindung) oder andere Verfahren.
Es gibt so genannten echten und unechten Krepp. Der echte Krepp zeichnet sich dadurch aus, dass der Kreppeffekt nur durch überdrehte Garne erreicht wird, wobei wieder Vollkrepp und Halbkrepp unterschieden werden. Als unecht bezeichnet man Krepp, der durch spezielle Bindungen oder Ausrüstungen entsteht. Kreppgewebe sind kraus und unruhig, je nach Feinheit mehr oder weniger uneben oder sandig, und sehr matt.

## Herstellungsvarianten
Kreppgewebe können aus Seide („Seidenkrepp“), Baumwolle („Baumwollkrepp“) oder anderem Material bestehen.

### Garnkreppe
Garnkreppe entstehen durch die Verwendung von überdrehten Garnen (Kreppgarne) und das anschließende Krepponieren, Waschen und Färben. Die Gewebe neigen nicht zum Knittern, sind sehr luftig und halten Wärme schlecht.
- Vollkrepp ist ein Gewebe mit Kreppgarnen in Kette und Schuss. Vollkreppe sind Georgette, Chiffon (besonders weicher Georgette) und Romain (Panamabindung).

- Halbkrepp ist ein Gewebe mit Kreppgarnen in nur einem Fadensystem (Kettfäden oder Schussfäden). Einen Kreppeffekt mit feinen Streifen in Querrichtung erreicht man mit jeweils S- oder Z-gedrehten Kreppgarnen im Schuss. Die Kreppgarne werden meist im Schuss eingetragen, weil das einfacher ist als Kreppfäden auf die Kettbäume aufzuwickeln. Gängige Handelsbezeichnungen für diese Varietät sind
  - bei Kreppgarnen im Schuss: Crêpe de Chine (auch Chinakrepp), Crêpe Marocain, Crêpe Iris (Köperbindung), echter Cloqué, Crêpe Satin,
  - bei Kreppgarnen in der Kette (verkehrter Krepp): Chinette und Lavabel.

### Bindungskreppe
Bindungskreppe erzielen Kreppeffekte mit bindungstechnischen Maßnahmen, man verwendet normal gedrehte Garne. Bei einer Kreppbindung sollte ein regelmäßiger Rapport nicht zu erkennen sein, außerdem sollen keine Streifen, Bindungsgrate oder zu lange Flottungen entstehen. Diese Stoffe sind unter den Handelsbezeichnungen Eiskrepp, Sable oder Sandkrepp bekannt.

### Ausrüstungskrepp
Kreppgewebe können daneben durch drei verschiedene Ausrüstungsverfahren erstellt werden.
1. Prägekreppe beruhen auf thermoplastische Stoffen aus Acetat oder Polyester, die mit Hilfe von beheizten Metallwalzen mustermäßig geprägt werden. Kreppe, bei denen mittels Prägekalander Kreppstrukturen eingepresst wurden, werden Gaufré, Crash oder Prägeseersucker genannt.
2. Bei Laugenkreppen wird der gewünschte Effekt durch eine Natronlauge erzeugt. Deshalb werden bei diesem Verfahren vorwiegend reine Baumwollstoffe und Mischgewebe mit einem großen Anteil an Baumwolle verwendet. Die Erzeugung des Kreppcharakters kann in zwei verschiedene Varianten erfolgen:
  - Zum einen durch örtlichem Aufdruck von verdickter Natronlauge auf Baumwollgewebe ohne gleichzeitige Ausübung einer Spannung. Das Material zieht sich bei den mustermäßig bedruckten Stellen zusammen, wodurch der Kreppeffekt entsteht, weil sich die nicht bedruckten Partien kräuseln.
  - Man kann das Grundgewebe auch spannungslos durch ein Laugenvollbad ziehen. Zuvor wird ein laugenbeständiges Verdickungsmittel als Reserve mustermäßig aufgedruckt. Der durch das Laugieren gewünschte Effekt tritt nach dem Ablösen der Reserve auf.

Acht zu geben ist auf den Längeneinsprung von etwa 15 % und Breiteneinsprung von 16 bis 24 %, je nach Stärke des Kreppeffekts. Diese Variante ist unter den Handelsbezeichnungen Kräuselkrepp, Seersucker und Blasenkrepp bekannt und findet vor allem bei Bettwäsche sowie für Damenoberbekleidung wie Blusen Verwendung.
3. Spannungskreppe Manche Seersucker-Stoffe besitzen einen waschfesten Kreppeffekt durch unterschiedliche Kettfadenspannungen oder durch schrumpfende Garne. Eine Blasenstruktur in Kettrichtung ist auch durch Nachbehandlung mit Natronlauge hervorzurufen. Er zeichnet sich aus durch regelmäßige Blasen in Kettrichtung. Sie erhalten ihr blasiges, kreppiges Aussehen in der Textilveredelung. Im Laugierverfahren druckt man punktuell oder streifenweise Natronlauge auf Baumwollgewebe.